# Kahme
Kahme ist ein wüst gefallenes Dorf im Gebiet des Landkreises Jerichower Land.

## Geografie
Kahme lag vermutlich 2,5 km nordöstlich von Stegelitz an der Mündung des aus Pabsdorf kommenden Bullengrabens in den Kammerforthgraben. 

## Geschichte
Das Domkapitel verkauft 1306 dem Bischof von Brandenburg Castrum et oppidum Grabow mit Zubehör, darunter Kame. Nach dem Lehnbuch Ludwigs und Friedrichs II. hat 1382 Otto Hasdorf zu Lehn 4 Acker „dye Kam in Cepernik“. Aus dieser Bezeichnung lässt sich schließen, dass der Ort bereits wüst gewesen ist. Nur ist die Angabe „in Cepernik“ ganz unklar. Es ist wahrscheinlich eine Verwechselung mit Steglitz, neben dem Kame lag. Nach dem Zerbster Vertrag 1533 wurde dem Kurfürsten Joachim I. das Haus Grabow mit der wüsten Dorfstätte Kahme und zahlreichen anderen Dörfern, Wüstungen und Mühlen zugesprochen. Auf der Flurkarte heißt die umzogene Örtlichkeit in der Grünthaler Forst östlich von Grabow „Hausstellenberg“ und die Forstbezirke daneben heißen, „der Kahm, Kammerforth“. Der Grenzbach ist der „Kammerforth-Graben“ oder das „Kahmwasser“ neben dem die „Kammerforthsche Wiese“ liegt. Unzweifelhaft ist das die Flur, die vollständig abgeschlossen erhalten ist.

## Namensherkunft
Die Ortsbezeichnung Kahme ist slawischen Ursprungs.
Das Wort „Kam-“ oder „Kame“ könnte sich auf das altslawische Wort „kamen“ beziehen, was „Stein“ oder „Fels“ bedeutet. Ortsnamen, die mit „Kam-“ beginnen, finden sich häufig in slawischen Siedlungsgebieten und weisen oft auf geografische Merkmale hin, die mit Steinen, Felsen oder Erhebungen zu tun haben.
| Name  | Jahr |
| ----- | ---- |
| Kame  | 1306 |
| Kam   | 1382 |
| Kahme | 1533 |